# Latania loddigesii
Latania loddigesii Mart., 1838 è una pianta della famiglia delle Arecacee, endemica di Mauritius.
L'epiteto specifico è un omaggio al botanico Joachim Conrad Loddiges (1738–1826).

## Descrizione

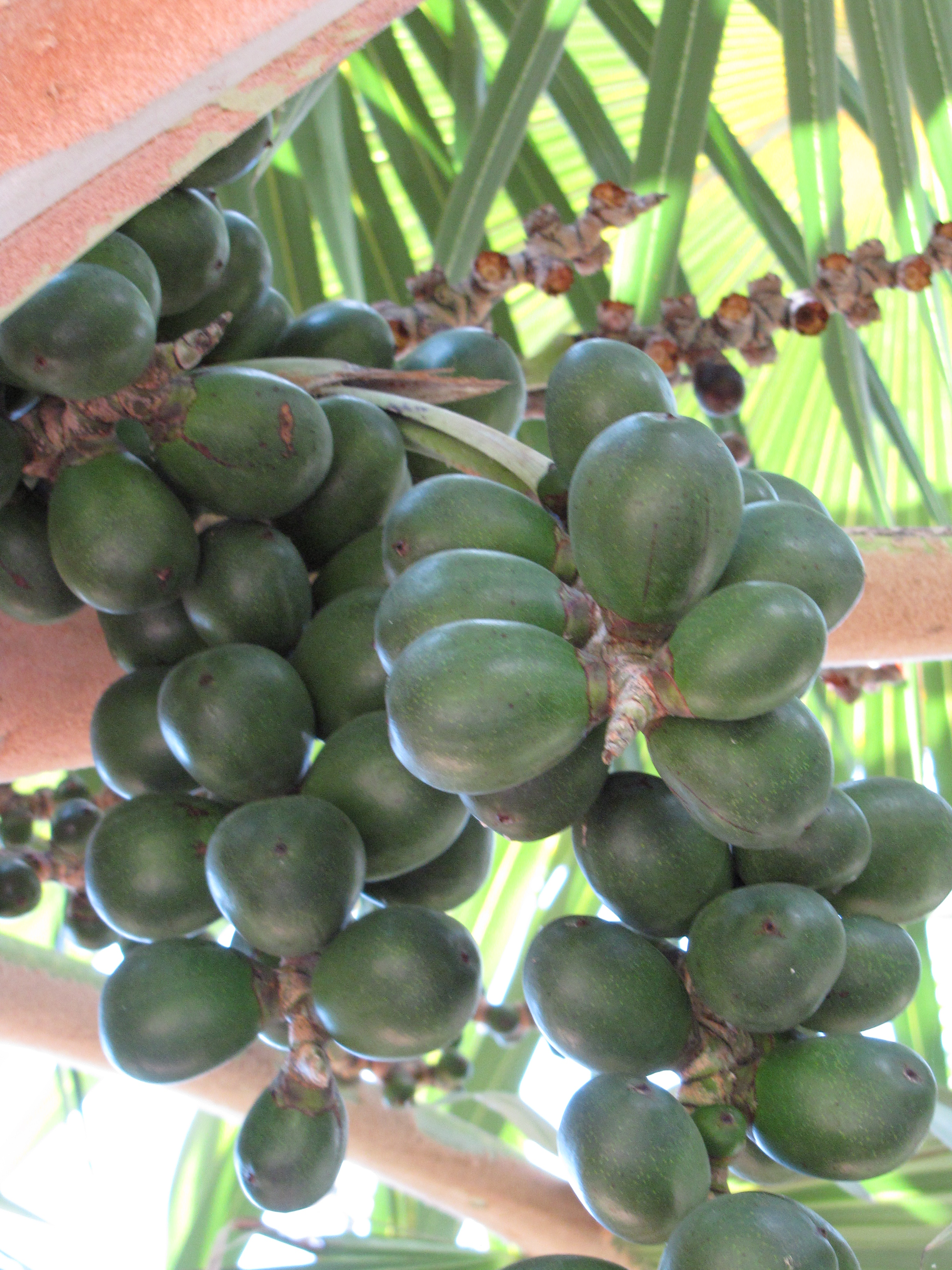
Frutti

È una palma con fusto alto fino a 10 m, con foglie costapalmate, larghe circa 1,5–2 m, con un picciolo che si presenta di colore rossiccio nelle piante giovani, che con l'età si ricopre di un fitto tomento biancastro mentre le foglie acquisiscono un colore grigio bluastro.

È una specie dioica, cioè con fiori maschili e femminili portati da esemplari diversi; le infiorescenze maschili corte e ramificate mentre quelle femminili sono più lunghe e semplici, con fiori di colore giallo-bruno.

I frutti sono ovoidali, di colore grigio verde, tendente al marrone a maturità.

## Distribuzione e habitat
In passato diffusa su tutta l'isola di Mauritius, questa specie sopravvive attualmente solo su alcune delle isole minori e in particolare su Round Island, ove è presente la popolazione più numerosa, Île Plate, Îlot Gabriel, Coin de Mire e Île d'Ambre.

## Conservazione
La Lista rossa IUCN classifica Latania loddigesii come specie in pericolo di estinzione (Endangered).